# Агапит (Бевцик)
Митрополит Агапит (в миру Иван Васильевич Бевцик; 6 марта 1965, Давыдовцы, Черновицкая область) — архиерей Украинской Православной Церкви (Московского Патриархата), митрополит Могилёв-Подольский и Шаргородский.
Тезоименитство — 14 июня (преподобного Агапита Печерского).

## Биография
Родился 6 марта 1965 года в селе Давыдовцы Черновицкой области.
По окончании средней школы поступил в Черновицкое музыкальное училище, которое окончил в 1983 году.
В 1985 году зачисляется в число братии Свято-Духовского мужского монастыря Вильнюса.
В 1988 году по просьбе архимандрита Ионафана (Елецких), наместника Киево-Печерской Лавры, послушник Свято-Духовского монастыря переведён в эту обитель, где и был пострижен в монахи с именем Агапит — в честь преподобного Агапита Печерского, врача безмездного.
В 1988 году рукоположён в иеродиаконы, а в 1990 году — в иеромонахи.
В сентябре 1992 года назначен настоятелем Свято-Троицкого храма возрождающегося Ионинского монастыря в Киеве. По воспоминаниям епископа Ионы (Черепанова): иеромонах Агапит «собрал ядро нашей братии и на пустом месте создал здесь монастырь. Мне оставалось только поддержать начатое им. При нём, собственно, при полном отсутствии средств стали вестись восстановительные работы. Он совершенно не отчаивался, видя полнейшую нищету и запустение. Тогда по воскресным дням на службы к нам ходило не более 20 человек — причём, в основном старушки из окрестных домов. Но и при таком убожестве, в такой нищете отец Агапит решительно приступил к реставрации храма. Шаг за шагом, постепенно».
22 июля 1994 года, после возведения в сан архимандрита, назначен наместником монастыря.
В 1994 году окончил Киевскую духовную семинарию. В 1998 году — Киевскую духовную академию, защитив работу на тему «Роль Вселенских и Поместных Соборов в формировании христианского богослужения».
5 ноября 1998 года решением Священного Синода Украинской Православной Церкви архимандрит Агапит назначен епископом Хустским и Виноградовским.
Хиротония во епископы состоялась 22 ноября 1998 года в Трапезном храме Киево-Печерской Лавры.
26 июля 2000 года назначен епископом Мукачевским и Ужгородским.
С 14 декабря 2007 года — епископ Северодонецкий и Старобельский.
20 июля 2012 года возведён в сан архиепископа.
Решением Синода УПЦ от 20 декабря 2012 года освобождён от управления Северодонецкой и Старобельской епархией и почислен на покой с местопребыванием в Свято-Троицком Ионинском монастыре Киева.
5 января 2013 года был назначен архиепископом Могилёв-Подольским и Шаргородским.
17 августа 2015 года возведён в сан митрополита.

## Награды
- Орден преподобного Сергия Радонежского II степени.(2008)[5]